# Granny Smith

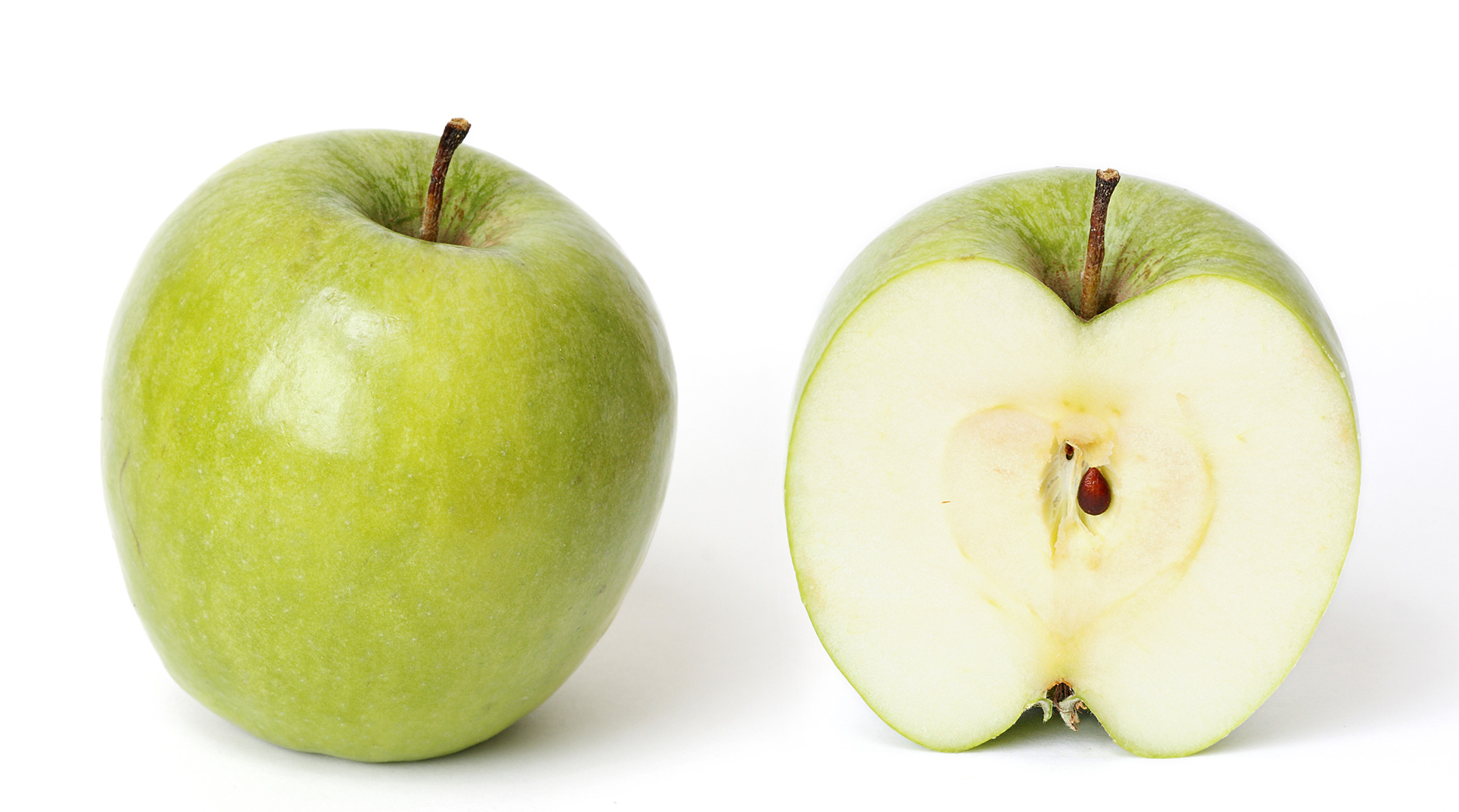
Granny Smith-äpple.

Granny Smith är en äppelsort, och kan användas som både ätäpple och matäpple. Granny Smith-äpplen är bemärkta för sin hållbarhet, vilket kan tillskrivas äpplets höga syrahalt.
Äpplet har fått sitt namn efter dess upptäckare, en från England utvandrad, australisk odlare vid namn Maria Ann Smith.
 

Det förknippas ibland med The Beatles skivbolag Apple, som använt en bild av äpplet som bakgrund till sina skivetiketter. 

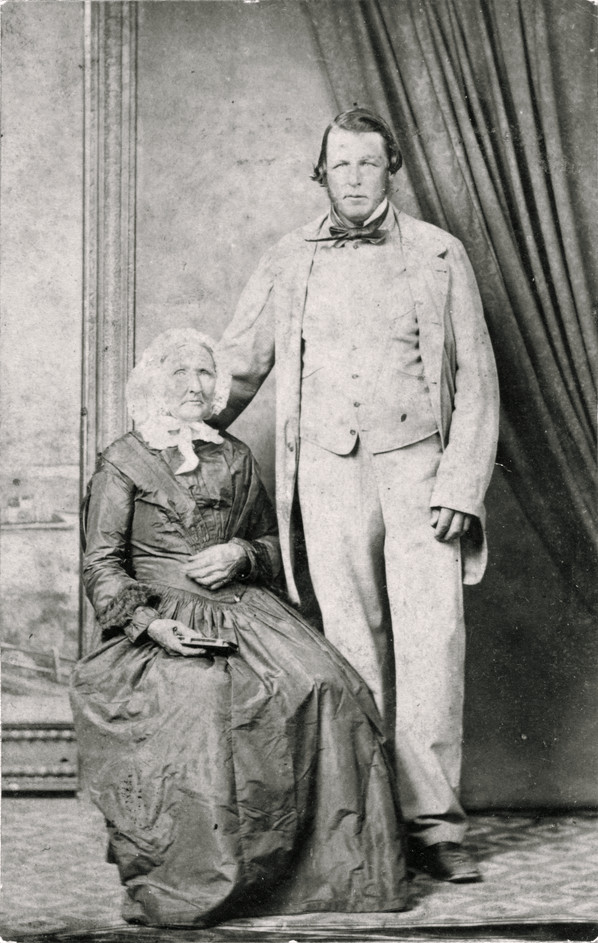
Maria Ann Smith (1799-1870)